# La Vengeance du diable
Pour plus de détails, voir Fiche technique et Distribution.
La Vengeance du diable (titre original : Devil's Revenge) est un film d'horreur américain réalisé par Jared Cohn, sorti en 2019. Il met en vedettes dans les rôles principaux Jeri Ryan, William Shatner et Jason Brooks.

## Synopsis
John Brock, un archéologue malchanceux, revient d’une expédition dans les grottes du Kentucky rural après avoir tenté sans succès de localiser une mystérieuse relique que sa famille recherche depuis des générations. À son retour, John commence à voir des visions oniriques d’une créature féroce ressemblant à un oiseau du folklore ancien. John apprend bientôt que la grotte qu’il a visité lors de sa dernière expédition était en effet la grotte qui contient la relique, mais aussi un portail vers l’Enfer et un lieu de culte pour l’occultisme. John découvre que la seule façon d’arrêter les visions, de plus en plus réalistes, est de retourner à la grotte avec sa famille, de trouver la relique une bonne fois pour toutes et de la détruire.

## Distribution
- Jason Brooks : Sergio
- William Shatner : Hayes
- Jeri Ryan : Susan
- Brendan Wayne : Paul
- Phillip Andre Botello : R.J.
- Ciara Hanna : Dana
- Robert Scott Wilson : Eric[3]
- Sewell Whitney : Docteur Martin
- Jackie Dallas : Infirmière LeeAnn
- AnnMarie Giaquinto : Infirmière Ann
- John Patrick O'Brien : Dealer de drogue
- C. Hamilton Graziano : Punk
- Apollo Bacala : Inan
- Lea Hutton Beasmore : Funeral Mourner
- Taylor McDonald : Inan's Drone
- Patrick S. O'Brien : Shaman
- Fernando Rubio : Inan's Drone
- Michael Yahn : Inan[4].

## Production
En plus de jouer dans le film, Shatner a co-écrit le scénario avec Maurice Hurley.
Le film a été tourné à Louisville (Kentucky).

## Versions
Le film est sorti en vidéo à la demande le 1er octobre 2019. Par la suite, le film est sorti en DVD et Blu-ray le 5 octobre de la même année.

## Réception critique
Phil Hoad de The Guardian a donné au film une étoile sur cinq : « Aucune opportunité d’exposition de poids mort ou de retournements de balle n’est inexplorée alors que William Shatner tente de détruire une ancienne relique maudite dans ce thriller d’horreur bizarre ». Bobby LePire de Film Threat a donné au film un 9 sur 10.
La Vengeance du diable recueille un score d’audience de 20% sur Rotten Tomatoes.